# Monestir de Sant Pere de Rodes

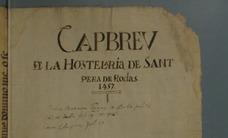
Capbreu del s.XV on apareix la denominació que fa referència al plural del topònim.

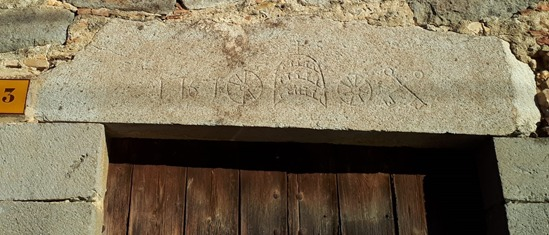
Els signes identificatius de Sant Pere de Rodes a la llinda de la Casa del Delme de Fortià (1767).

El monestir de Sant Pere de Rodes (o de Roda) fou un monestir benedictí de l'antic comtat d'Empúries, dins els límits del bisbat de Girona, situat a l'actual terme municipal del Port de la Selva (Alt Empordà). En concret, es troba al sud-oest de la població del Port de la Selva, al vessant de llevant de la muntanya de Verdera, a la serra de Roda i prop de les ruïnes del poblat medieval de Santa Creu de Rodes i del castell de Sant Salvador de Verdera.
El monestir fou construït al vessant nord de la muntanya de Verdera, en un replà per sota del castell de Verdera, que li donà protecció. Des de les ruïnes de l'antic cenobi, es gaudeix d'una vista excepcional sobre tot el sector de costa situat al nord del cap de Creus, en particular les badies del Port de la Selva i de Llançà. A nord-oest del monestir, poc abans d'arribar-hi, hi ha les restes del poble medieval de Santa Creu de Rodes, entre les quals destaca l'església de Santa Helena de Rodes. Actualment és gestionat per l'Agència Catalana del Patrimoni Cultural.
En els documents altmedievals, el nom en llatí del monestir és Rodensis, de Rodas o de Rodis. Posteriorment, mentre s'avança cap a l'expressió catalana, les formes en llatí o en vulgar sempre fan referència al plural Sancti Petri Rodensis, Sancti Petri de Rodis o Sancti Petri de Rodas, i en català Sant Pere de Rodes. La forma Rodes, utilitzada ja en la cartografia antiga, ha estat el preponderant des de l'edat mitjana fins a època contemporània. En l'expressió popular i culta es documenta de forma generalitzada tant per part del mateix cenobi com de la gent del seu entorn. Un altre testimoni que demostra la toponímia plural és l'escut que va adoptar el monestir, on hi consten dues rodes, que demostra la utilització del terme Rodes. Tot i que Roda s'empra en alguns casos en època moderna i contemporània, sovint associada a la castellanització del registre culte i de la toponímia, el seu ús és menys habitual. La forma plural, Rodes, es va restablir i normalitzar a partir de la fi del franquisme, seguint els criteris de rigor lingüístic recollits per l'Institut d'Estudis Catalans i la reconeixença històrica a la tradició.

## Descripció

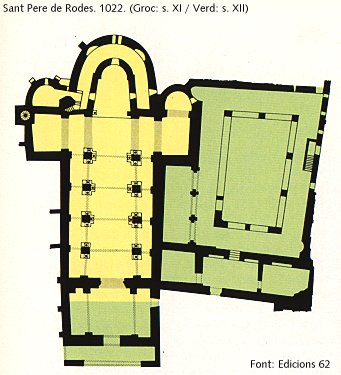
Planta

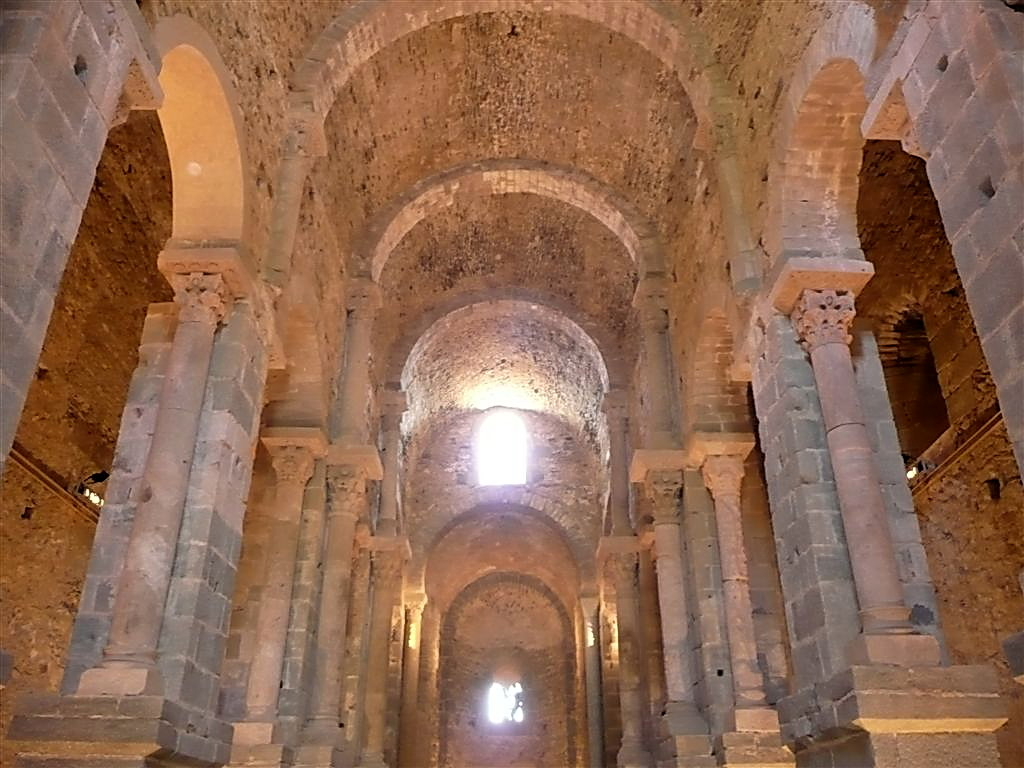
Nau central

És un conjunt monàstic de grans dimensions, format per l'església, el claustre i les diverses dependències monàstiques disposades al seu voltant, tot plegat organitzat en terrasses corresponents al desnivell natural de la muntanya.

### Església
L'església és de planta basilical formada per tres naus, transsepte i tres absis semicirculars capçats a llevant. La nau central és coberta amb volta de canó, mentre que els laterals presenten volta de quart de cercle i són força estretes. Totes tres naus són dividides en cinc tramades per quatre arcs torals lleugerament ultrapassats, sostinguts per pilars que integren un doble ordre de columnes superposades amb capitells de grans dimensions, profusament decorats. Els del primer nivell són de model corinti, decorats amb fulles d'acant, volutes i alguns motius zoomorfes, mentre que els del nivell superior presenten motius geomètrics i vegetals.
Els arcs formers arrenquen tots des d'un alt podi. El transsepte presenta els dos braços sobresortits coberts amb voltes de canó. Es comunica amb les tres naus mitjançant arcs de mig punt adovellats, amb les impostes decorades damunt pilastres rectangulars. Damunt del braç septentrional, es construí la torre i capella de Sant Miquel, a la qual s'accedeix des de l'església mitjançant unes escales de cargol. Consta d'una nau coberta amb volta de canó, i un absis semicircular cobert amb volta de quart d'esfera a l'extrem oriental. Alhora, la capçalera de la capella és bastida damunt l'anomenada capella de l'Anacoreta. La torre presenta el coronament emmerletat.
Adossat a l'extrem de ponent de la torre i a la façana nord de l'església, hi ha un gran edifici rectangular amb el coronament emmerletat destinat a la sagristia del temple, tot i que l'interior ha estat força restituït. L'absis major de l'església, cobert amb volta de quart d'esfera i de dimensions més grans que les dues absidioles laterals, està bastit damunt d'una cripta i presenta una girola doble de dues plantes, oberta al presbiteri mitjançant arcs de mig punt a la planta baixa, refets amb maons i finestres de punt rodó adovellades al pis.
L'arc triomfal és de ferradura, de la mateixa manera que els dos arcs d'accés al deambulatori inferior i a la cripta. És adovellat i es recolzava damunt dues columnes cilíndriques amb capitells, de les quals només es conserva la de la banda de tramuntana. La cripta, a què s'accedeix a través de dues escales situades a la girola, presenta volta anular sostinguda damunt d'una pilastra semicilíndrica, amb una petita capçalera integrada al mur de l'absis major, coberta per una petita volta de quart d'esfera. Les dues absidioles laterals són cobertes per voltes de quart d'esfera bastides amb pedruscall, i són obertes al transsepte mitjançant arcs de mig punt adovellats damunt pilastres bastides amb grans carreus. L'absidiola de tramuntana és dedicada a sant Pau i la de migdia a sant Andreu.
Pel que fa a les obertures presents a l'edifici, cal destacar que, en general, es corresponen amb finestres i finestrals d'arc de mig punt adovellats. Destaca la porta situada al braç de migdia del transsepte, que el comunicava amb el claustre primitiu. És d'arc de mig punt, amb els muntants avançats bastits amb grans carreus a cap i través. La façana principal del temple presenta adossada una galilea precedida d'un pòrtic. El pòrtic presenta un gran arc de mig punt bastit amb lloses allargades de llicorella col·locades radialment. Damunt la clau, hi ha un carreu de pedra calcària esculpit, datat al segle xv o XVI, probablement reaprofitat.
La galilea, igual que la planta del temple, és dividida en tres naus, la central amb volta de canó i les laterals amb voltes de quart d'esfera, separades per arcs formers. Es conserven restes de pintura mural força degradades. Al frontis, per accedir al seu interior, hi ha un gran portal de mig punt format per dovelles de mida petita ben escairades. Damunt seu, hi ha una finestra de punt rodó adovellada. Al mur de migdia, hi ha una porta que la comunicava amb el pati occidental del conjunt. El campanar és adossat al mur de migdia del temple. Es tracta d'una torre de planta quadrangular distribuïda en tres pisos, amb un coronament superior que amaga la coberta.
Els finestrals dels dos primers pisos són d'arc de mig punt sense elements decoratius, mentre que els de la tercera planta són geminats, amb arquets de mig punt i els mainells formats per columnes cilíndriques i capitells trapezials decorats. Damunt seu, hi ha arcuacions llombardes i frisos de dents de serra. Una cornisa marca el nivell de la coberta i el separa del coronament, obert per tres ulls de bou a cada façana, rematats per dos frisos més d'arcuacions i de dents de serra.

### Claustre

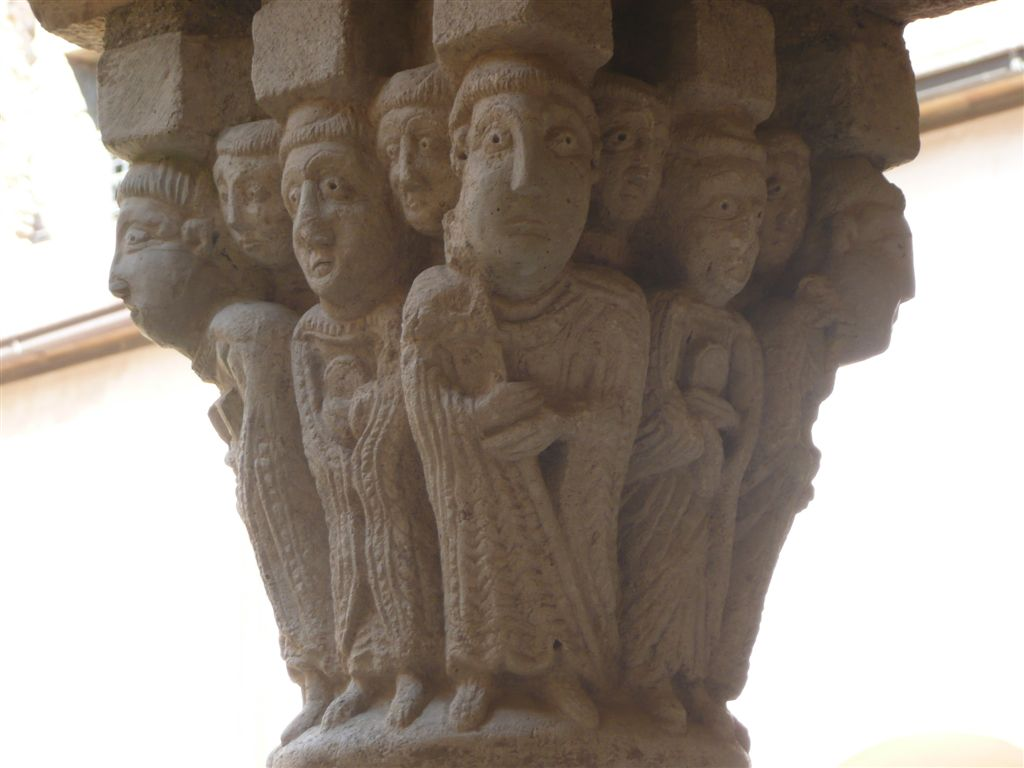
Capitell dels monjos

El claustre de Sant Pere de Rodes és situat a la banda de migdia de l'església, en un pla força més elevat. Presenta una planta lleugerament trapezoïdal i és bastit damunt les restes del claustre primitiu, que fou soterrat per construir-hi l'actual. El primitiu tenia quatre galeries porticades al voltant d'un pati trapezoïdal. La de ponent fou destruïda per bastir-hi una cisterna, i se'n conserva només la de llevant coberta per una volta de canó, fragmentada per diversos arcs de mig punt.
Cal destacar que es conserven restes de pintura mural destacades en aquest espai. El claustre superior, molt refet després de les espoliacions sofertes, té les galeries obertes mitjançant dobles parelles de columnes alternades amb pilars massissos. En total, hi havia 44 columnes amb els seus capitells decorats i vuit pilars, més els quatre angulars. Les galeries eren cobertes amb voltes de quart d'esfera, tot i que moltes han hagut de ser restituïdes. Al mig del pati actual, es conserva una peça de marbre tallat en època renaixentista, el brocal d'una cisterna.

### Dependències monacals
Les dependències monacals s'organitzen al voltant del claustre. A llevant hi havia la sala capitular, l'arxiu i la biblioteca. Actualment, aquest espai presenta planta rectangular amb la coberta i bona part del parament restituït, tot i que en origen conservava trams fets en opus spicatum. A la planta baixa, hi ha una gran sala rectangular coberta amb volta de canó dividida en quatre crugies, que podria correspondre a un antic celler. A migdia, hi havia el refectori i el rebost, aquest últim comunicat amb la cuina, la porteria, els estables i els horts. El refectori presenta una volta apuntada i seguida.
L'edifici és cobert per una terrassa que ofereix una gran visió del cap de Creus. A la banda de tramuntana, hi ha les escales de pedra que comuniquen amb l'església mitjançant un passadís cobert amb voltes d'aresta. El mur que separa l'escala de l'edifici s'obre al claustre mitjançant una filada d'arcades apuntades, d'estil gòtic primitiu. Les dependències de la banda de ponent pertanyen a l'edifici situat entre el campanar de l'església i la torre de defensa del conjunt, ambdues flanquejant l'entrada al recinte monàstic o porteria. L'edifici presenta la planta baixa coberta per una volta de canó, amb arcs semicirculars encastats al parament en opus spicatum, orientat al claustre. Al pis, en l'anomenat sobreclaustre, l'espai era destinat a les habitacions dels monjos d'època més tardana. La façana principal, orientada a migdia, presenta dos nivells d'obertures, sobretot d'arc rebaixat, que foren espoliades. Es conserva un portal de mig punt adovellat d'accés a l'interior. El coronament del mur és emmerletat i més tardà, tot i que actualment ha estat refet.
La torre de defensa és de planta quadrangular distribuïda en tres pisos, i presenta poques obertures. A ponent, hi ha una finestra d'arc de mig punt monolític, a llevant i tramuntana finestres d'un sol biaix i arcs de mig punt. A migdia, hi ha una única espitllera a la planta baixa. En el coronament, es conserven les cartel·les de sosteniment d'una balconada de fusta desapareguda i restes d'un petit campanar d'espadanya. A l'interior, els pisos són coberts amb voltes de canó. Les dependències es continuen escampant al voltant de tot el recinte. A l'extrem nord-est hi ha la casa de l'abat, de la qual destaquen les finestres de la façana de tramuntana, de mig punt amb impostes, o bé geminada amb columneta i capitell decorat. El coronament de l'edifici és emmerletat.
A l'extrem sud-est hi ha la zona dels horts, organitzada en dos nivells diferenciats i amb un edifici de planta rectangular, destinat a les tasques agrícoles (estables i tallers). A la planta baixa, hi ha un alt porxo cobert amb voltes de creueria de pedra, obert per uns esvelts arcs de mig punt. Als pisos superiors, les obertures són d'arc rebaixat. A la banda de ponent del recinte hi ha un gran pati o plaça i, al costat, l'edifici del celler, de planta rectangular i tres pisos, amb l'interior cobert per voltes de canó de pedra, separades per arcades i arcs de mig punt. La façana principal presenta unes escales centrals que donen accés a l'entrada de la basílica. Al pis, hi ha un porxo cobert per voltes d'aresta actualment emblanquinades i obert a l'exterior mitjançant grans arcades de mig punt. L'accés principal al conjunt monàstic es fa per la banda de ponent mitjançant un portal de mig punt que condueix cap a un passadís estret, cobert amb volta de pedruscall fins a la plaça del monestir.

## Història

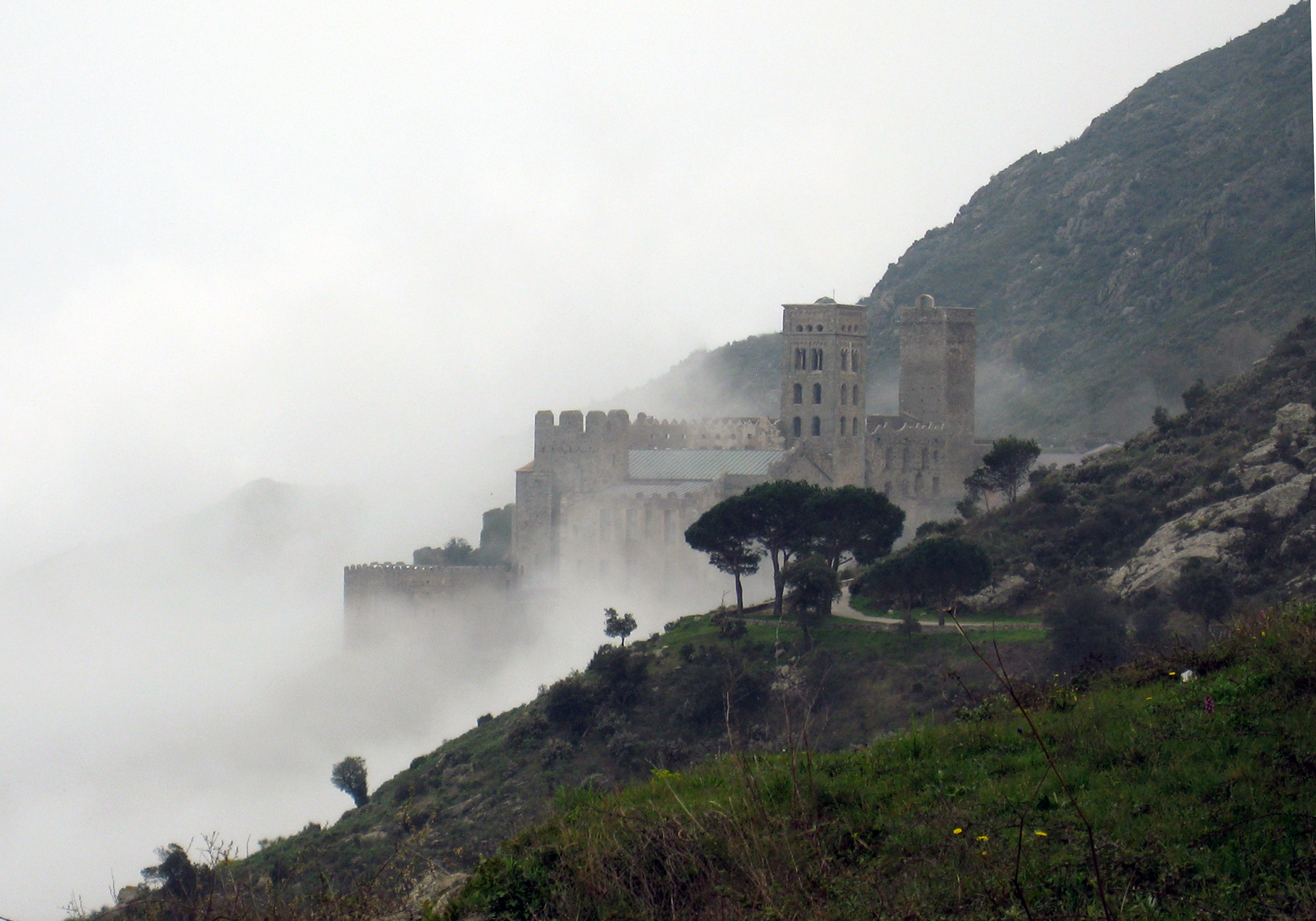
Entre la boira

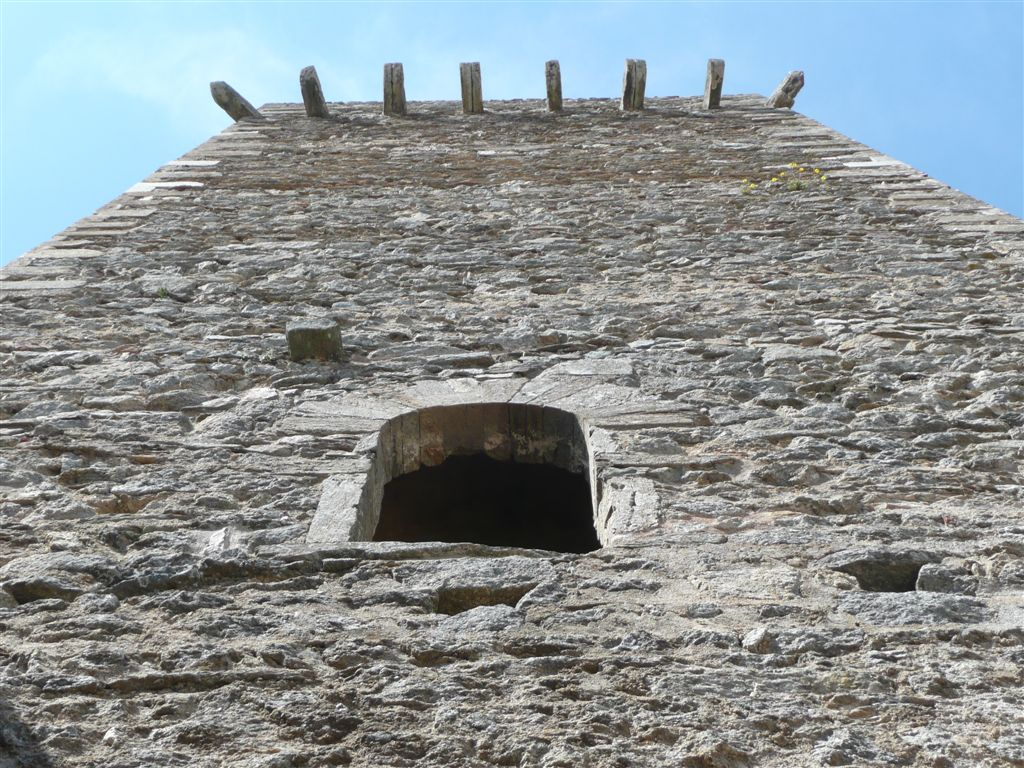
Torre de defensa

### Esplendor
Les primeres notícies de Sant Pere de Rodes daten de finals del segle ix, concretament l'any 878, en un precepte del rei Lluís el Tartamut en què apareix mencionada com una simple cel·la depenent del monestir de Sant Esteve de Banyoles, la qual, juntament amb tres cel·les més (Sant Joan Sescloses, Sant Cebrià de Penida i Sant Fruitós de la Vall de la Santa Creu), eren objecte de litigi entre el monestir banyolí i l'occità Sant Policarp de Rasès, que reivindicava el control de Sant Pere de Rodes a partir de les reconstruccions portades a terme pel seu abat fundador, Àtala.
Diferents preceptes atorgats per Lluís I el Pietós (822) i Carles II el Calb (844 i 966) confirmaren el control efectiu de Sant Pere de Rodes al monestir de Sant Esteve de Banyoles, tot i que ja, des de la primera meitat del segle x, la cel·la de Sant Pere de Rodes va començar el seu procés d'independència respecte al monestir banyolí, gràcies a les actuacions d'un gran magnat, Tassi i el seu fill Hildesind com a primer abat del nou monestir benedictí (945). A partir d'aquest moment, quedaria sotmès únicament al control de la Santa Seu i es va començar un important procés d'edificació de les dependències del nou monestir. Gràcies a les donacions i al suport comtal, el cenobi es va convertir en un gran poder feudal i espiritual de pelegrinatge. Les seves possessions s'estenien pels comtats de Peralada, Empúries, Rosselló, Besalú i Girona, així com als més allunyats d'Osona, el Pallars i el Vallès.

### Decadència
La prosperitat del monestir va perdurar fins al segle xiv, moment en què va començar la seva decadència. Els motius que l'expliquen són diversos. Per una banda, l'expansió de la pesta negra l'any 1345 va ser un factor decisiu, a la qual cosa es va afegir l'increment de la pirateria durant els segles XV i XVIII, motiu del despoblament de moltes viles costaneres; el bandolerisme, que va afectar el monestir durant el segle xviii i les guerres contra França. Per aquests motius, l'any 1797, la comunitat va abandonar definitivament el cenobi i es va traslladar a Vila-sacra en un primer moment i a Figueres posteriorment, fins que l'any 1821 la comunitat es va dissoldre definitivament. A partir d'aquest moment, els edificis del monestir van començar el seu procés de decadència fins que la Generalitat de Catalunya en va emprendre les primeres obres de restauració l'any 1935, represes l'any 1973 pel Ministeri de Cultura i continuades posteriorment pel Departament de Cultura de la Generalitat. El 1999 es van donar per acabades les principals obres de restauració.
L'església de Sant Pere de Rodes constitueix un dels exemples més singulars de tota l'arquitectura medieval catalana, fent-se ressò d'obres de l'antiguitat tardana i assenyalant una tendència autòctona de l'arquitectura romànica del segle xi (tendència que segueixen altres edificis de l'Empordà i del Rosselló, com Sant Miquel de Fluvià o Sant Andreu de Sureda), ben diferenciada de l'anomenada arquitectura llombarda, que acabaria imposant-se a tot Catalunya.
La portalada de l'església corresponent a mitjans del segle xii, totalment esculturada i obra del taller del mestre de Cabestany, fou completament espoliada. Només es conserven in situ dos carreus de marbre blanc decorats amb frisos vegetals i algun altre relleu.

## Biblioteca

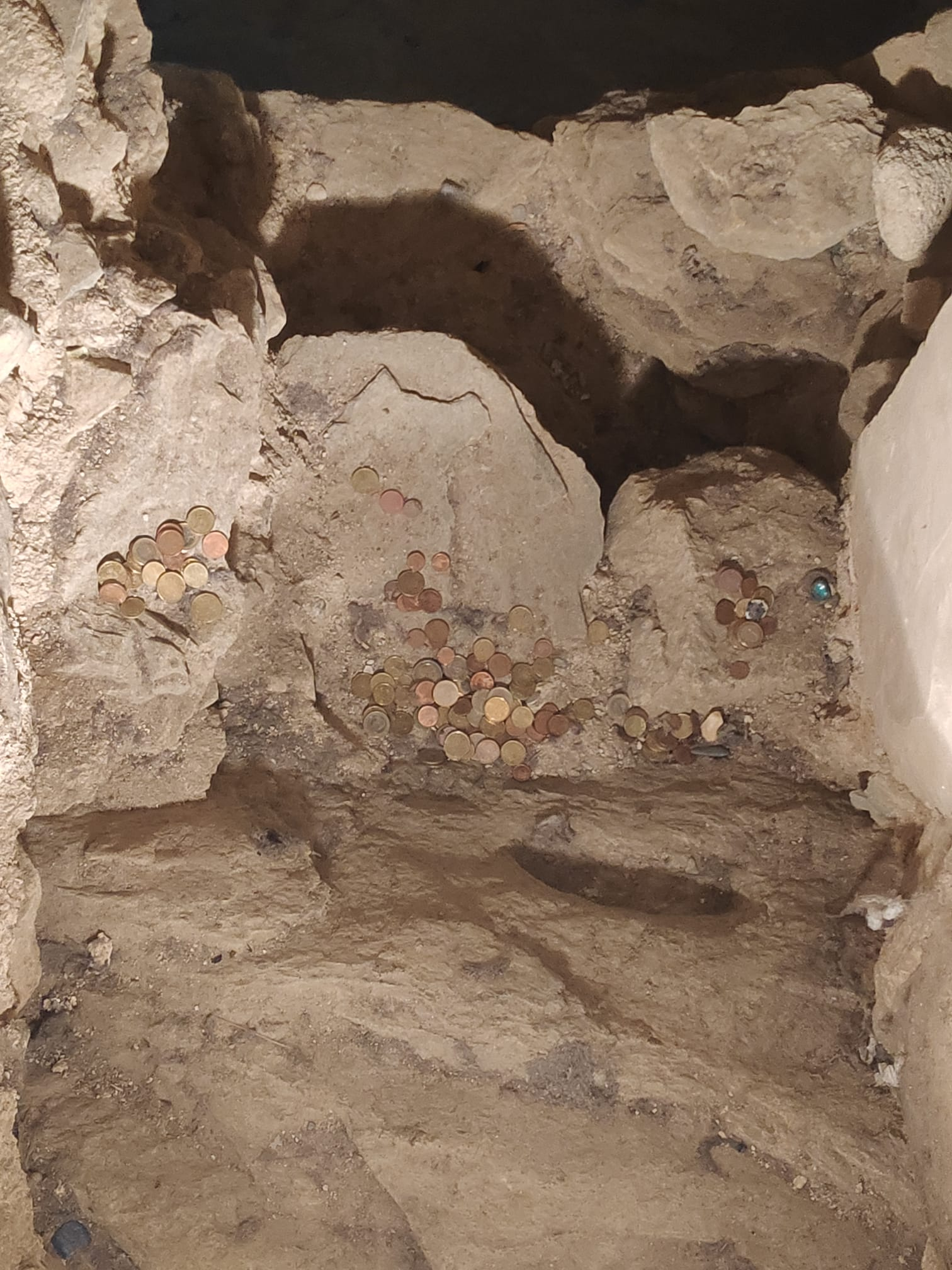
Reconditori de l'església on es veneraven les relíquies i actualment els visitants hi tiren monedes per demanar desitjos.

El CRAI Biblioteca de Fons Antic de la Universitat de Barcelona conserva una obra provinent del fons del monestir. Així mateix, ha registrat i descrit un exemple de les marques de propietat que van identificar-lo al llarg de la seva existència.

## Exposició
Del 23 de novembre del 2006 al 29 d'abril del 2007, va tenir lloc al Museu Frederic Marès de Barcelona l'exposició LA FORTUNA D'UNES OBRES. Sant Pere de Rodes, del monestir al museu. L'exposició tenia com a objectiu resseguir el procés de la destrucció i el desmantellament del monestir de Sant Pere de Rodes, i en especial del seu patrimoni artístic, des del seu abandonament fins als nostres dies, recuperant-ne la història i explicant-ne les vicissituds. A la vegada, volia posar de manifest l'acció salvadora del col·leccionisme en relació, principalment, amb la seva escultura monumental.

## Galeria d'imatges

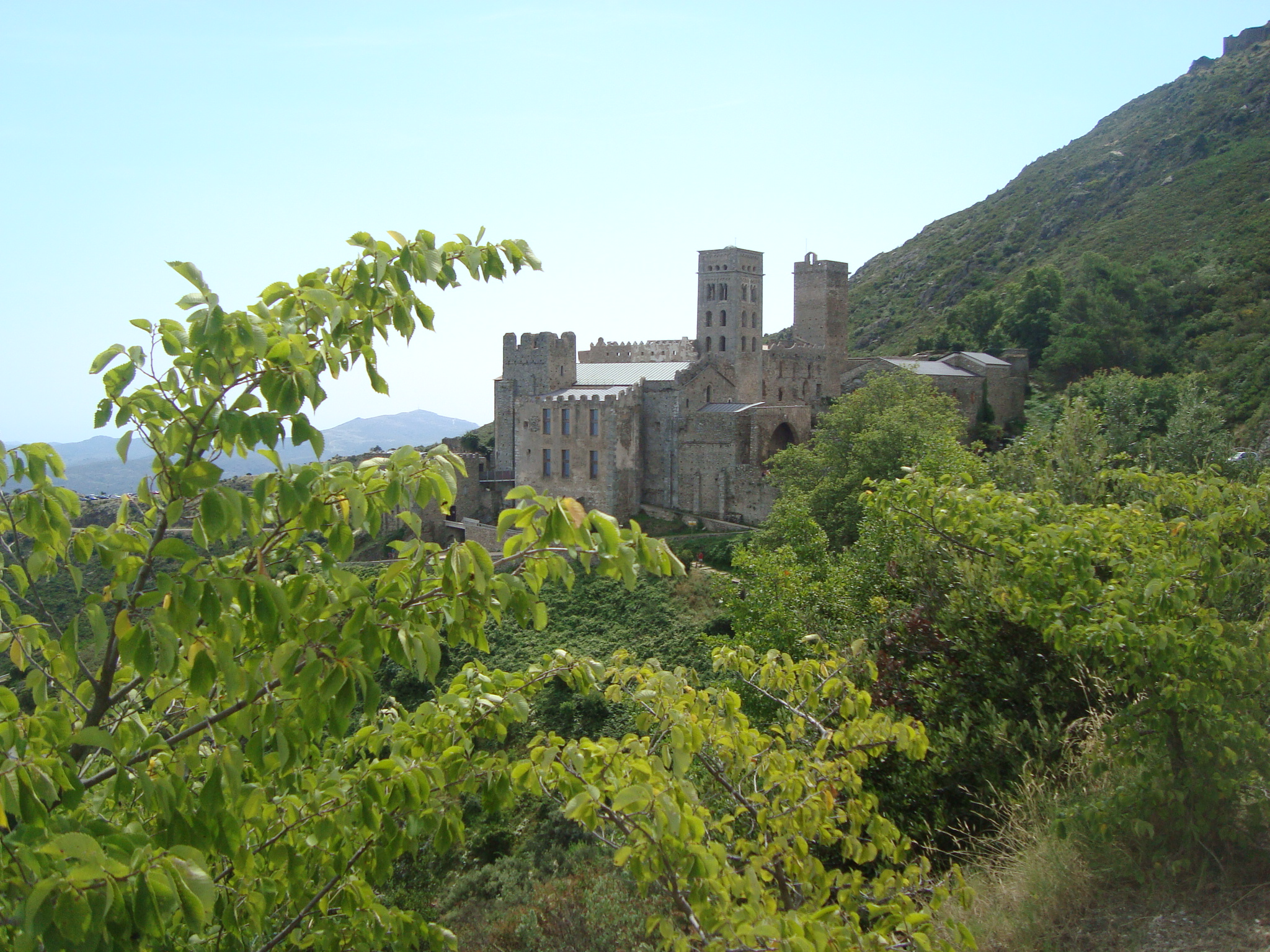
Monestir de Sant Pere de Rodes
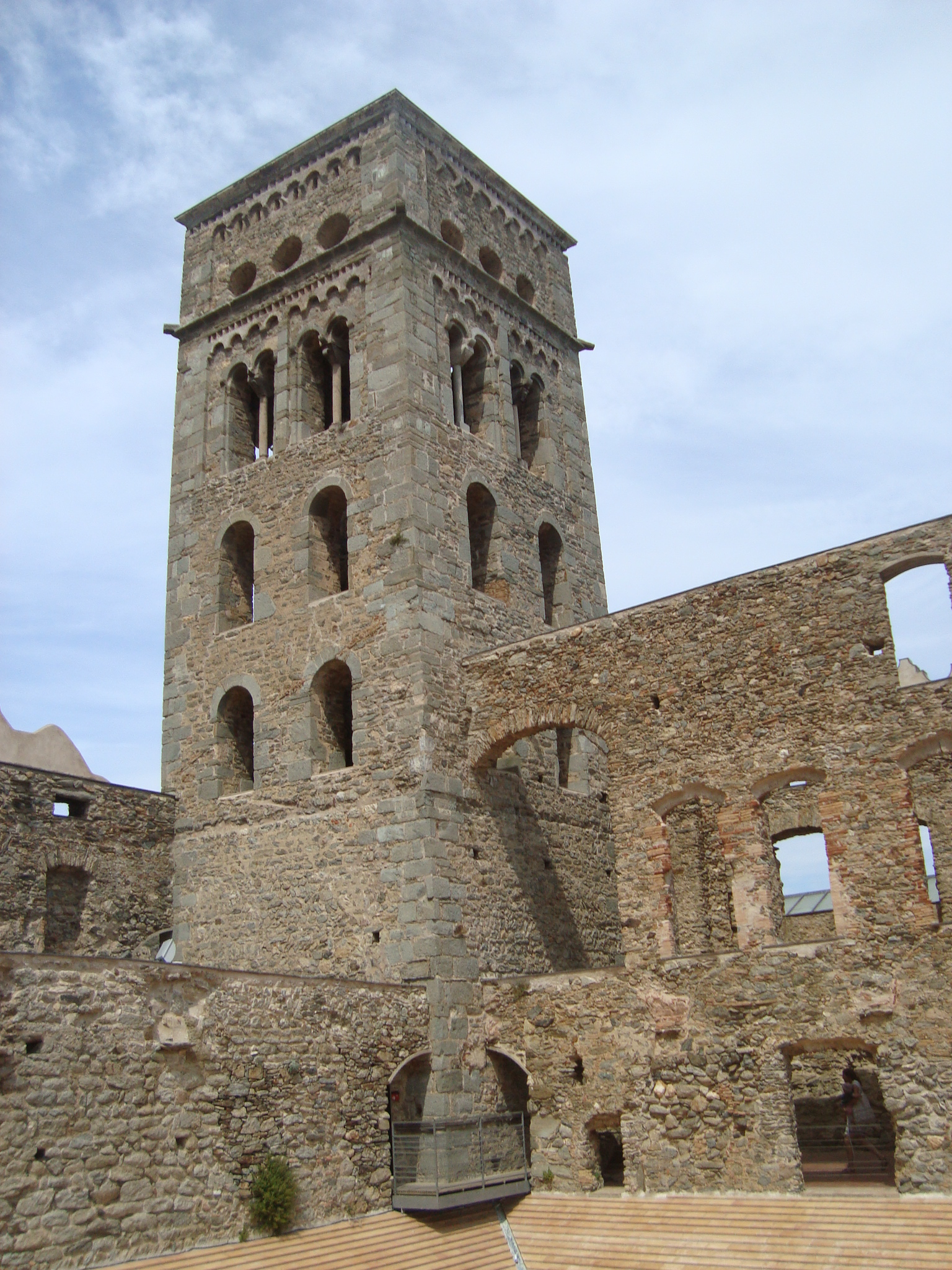
Monestir de Sant Pere de Rodes. Torre de defensa
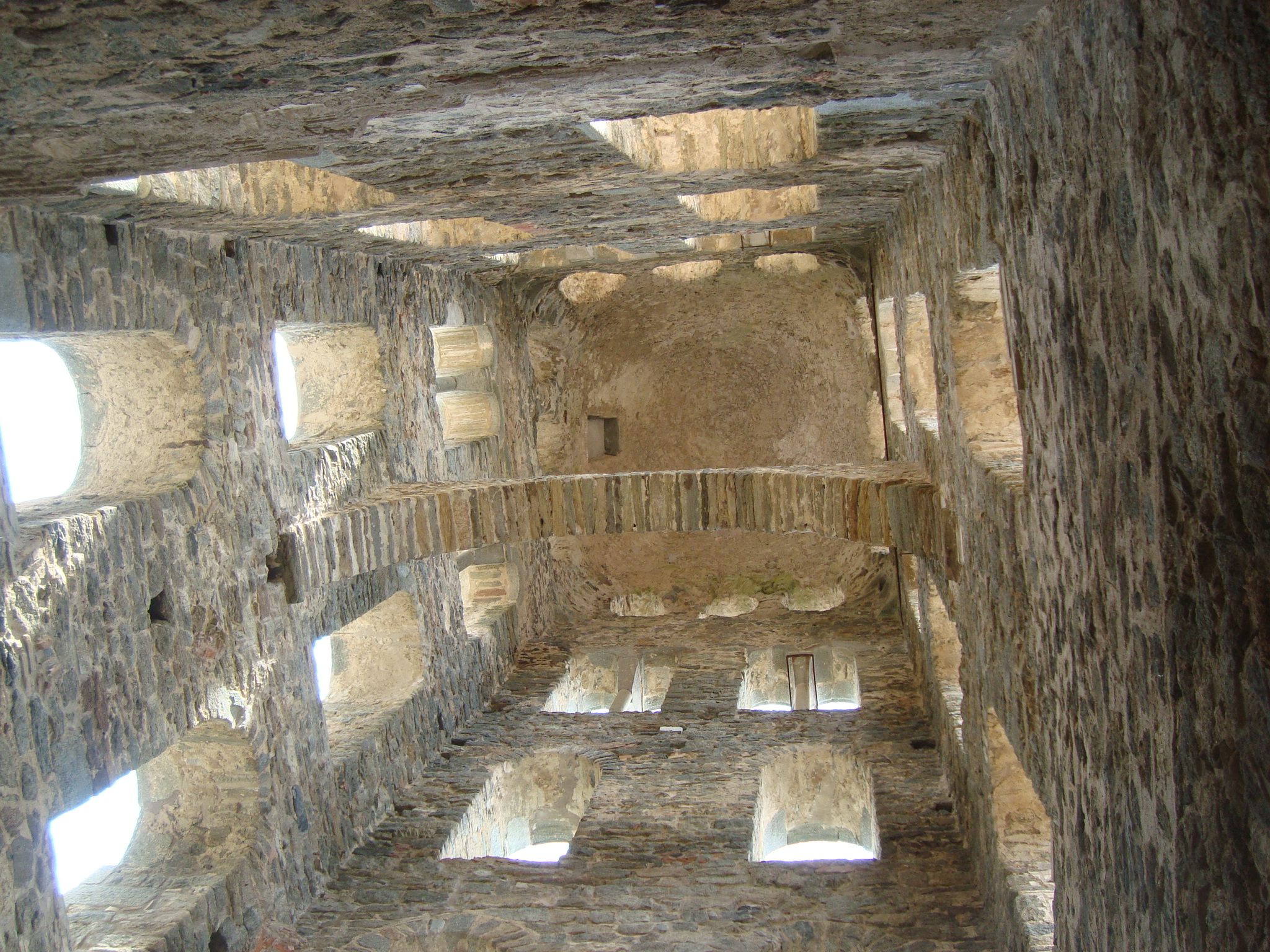
Monestir de Sant Pere de Rodes. Vista interior d'una torre.
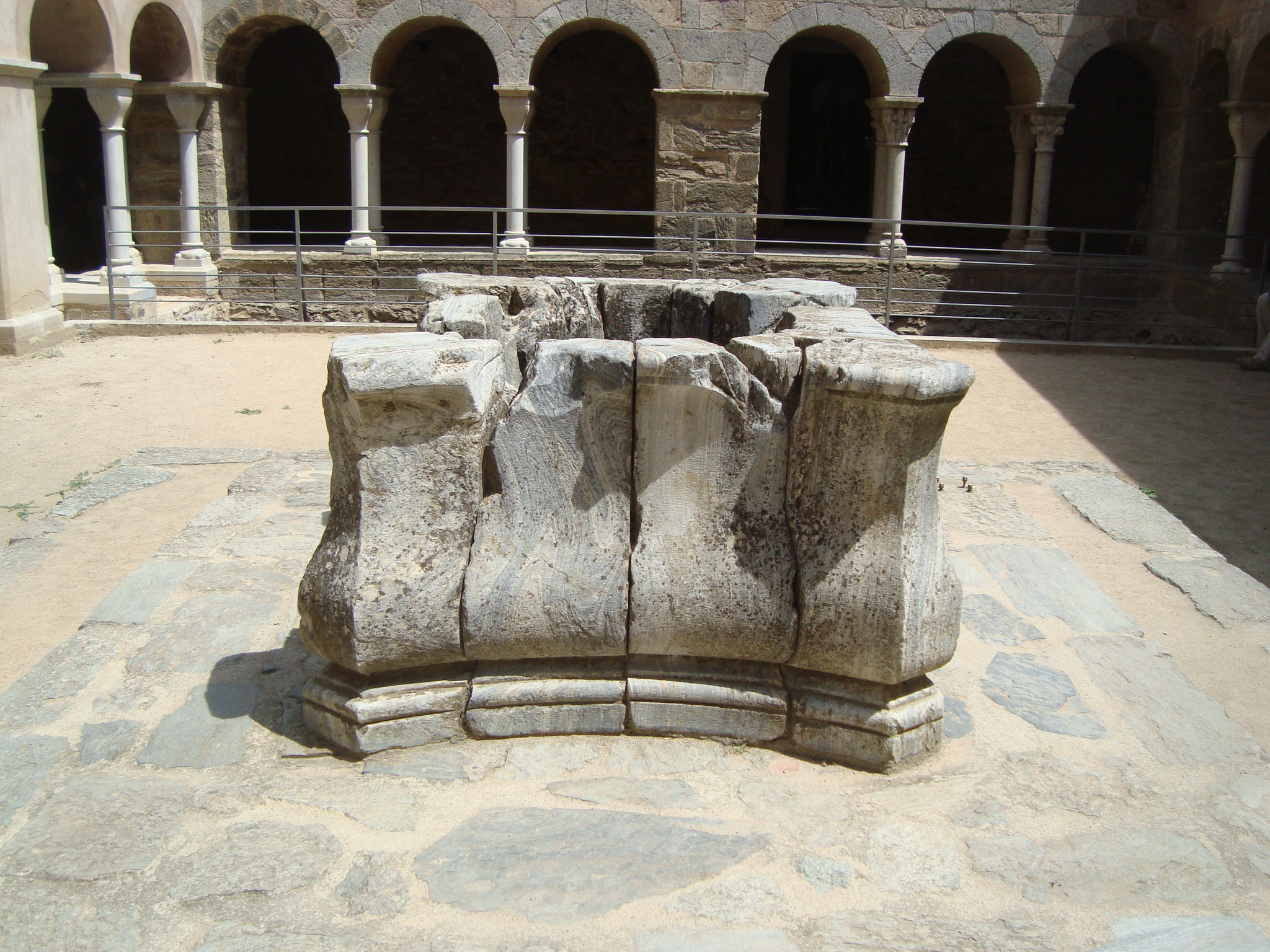
Monestir de Sant Pere de Rodes. Claustre i pati portical amb el pou
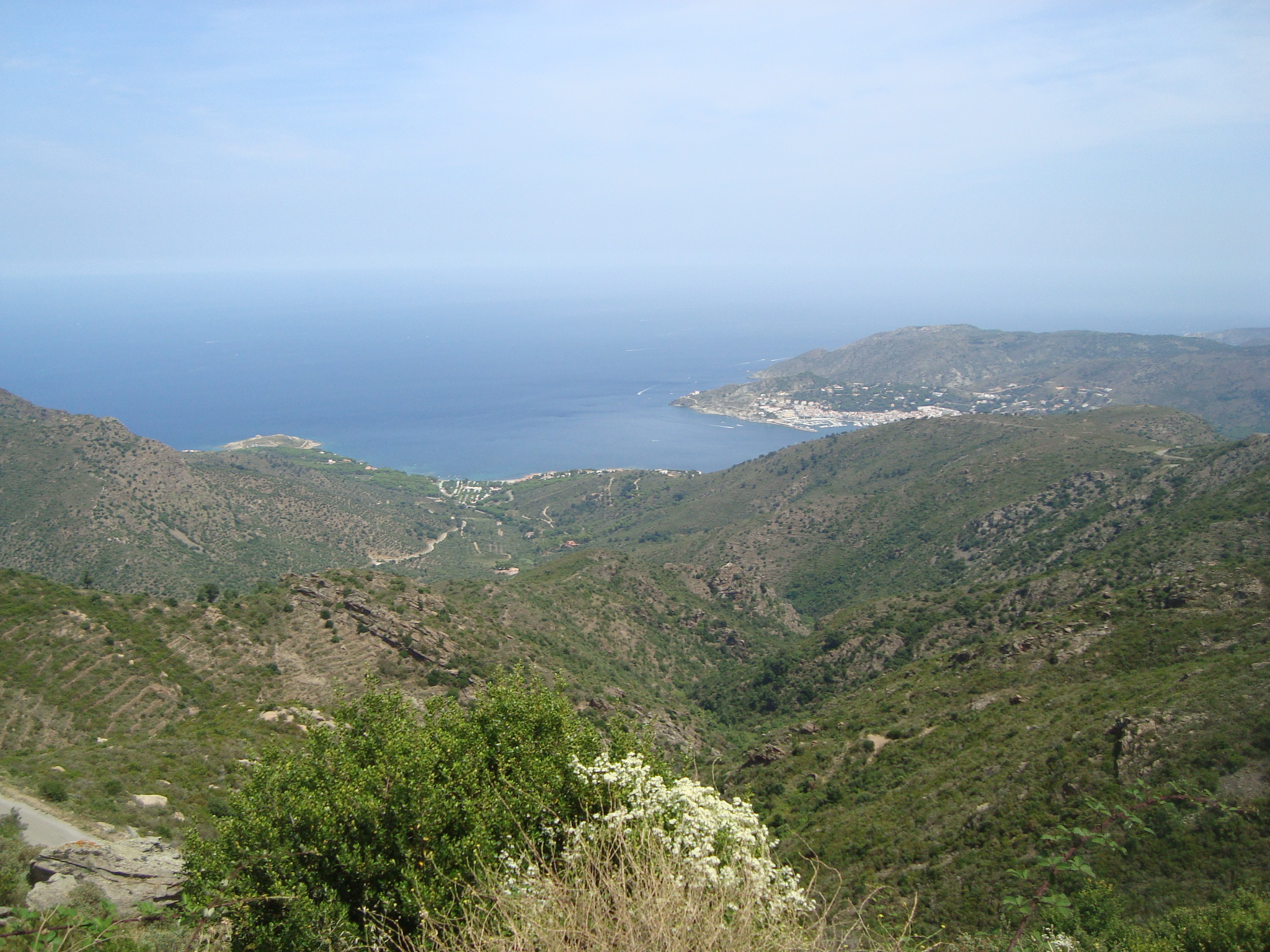
Magnífica vista des del Monestir de Sant Pere de Rodes. Mar Mediterrani i el Port de la Selva.
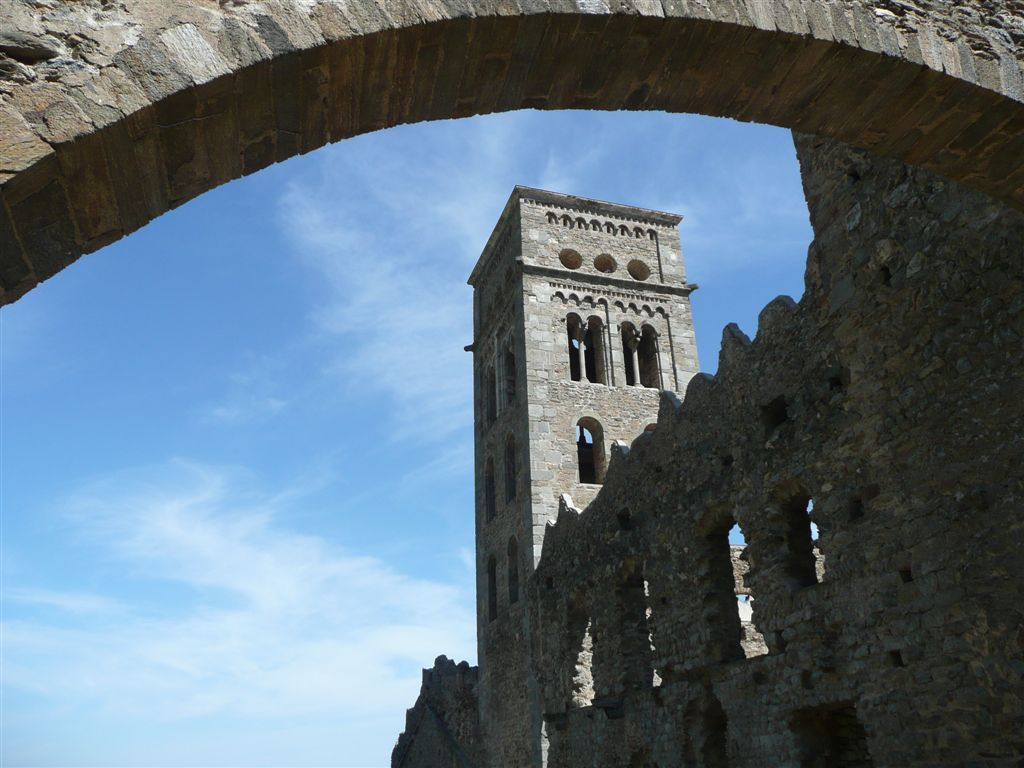
Façana
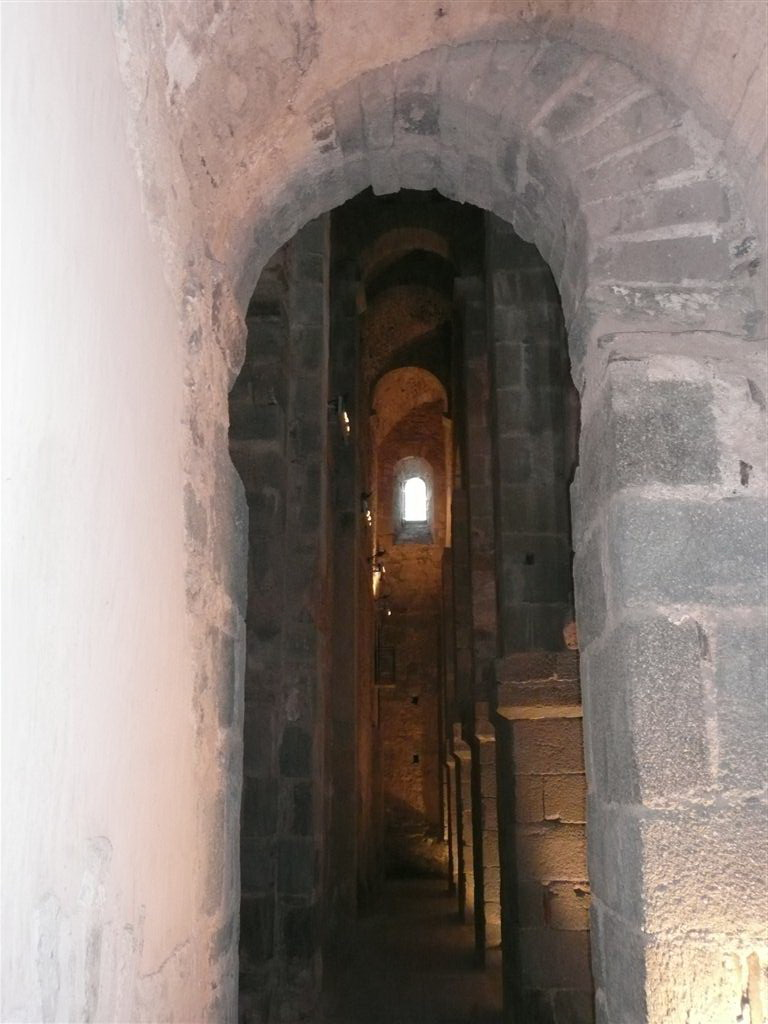
Nau lateral
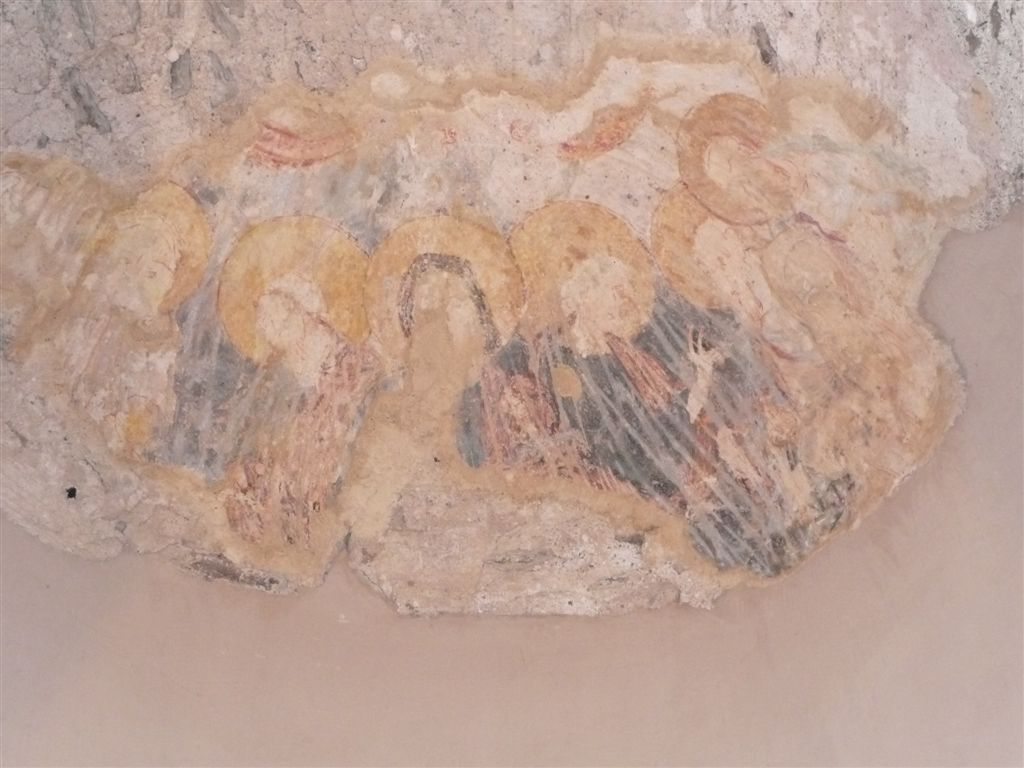
Pintures a l'absis
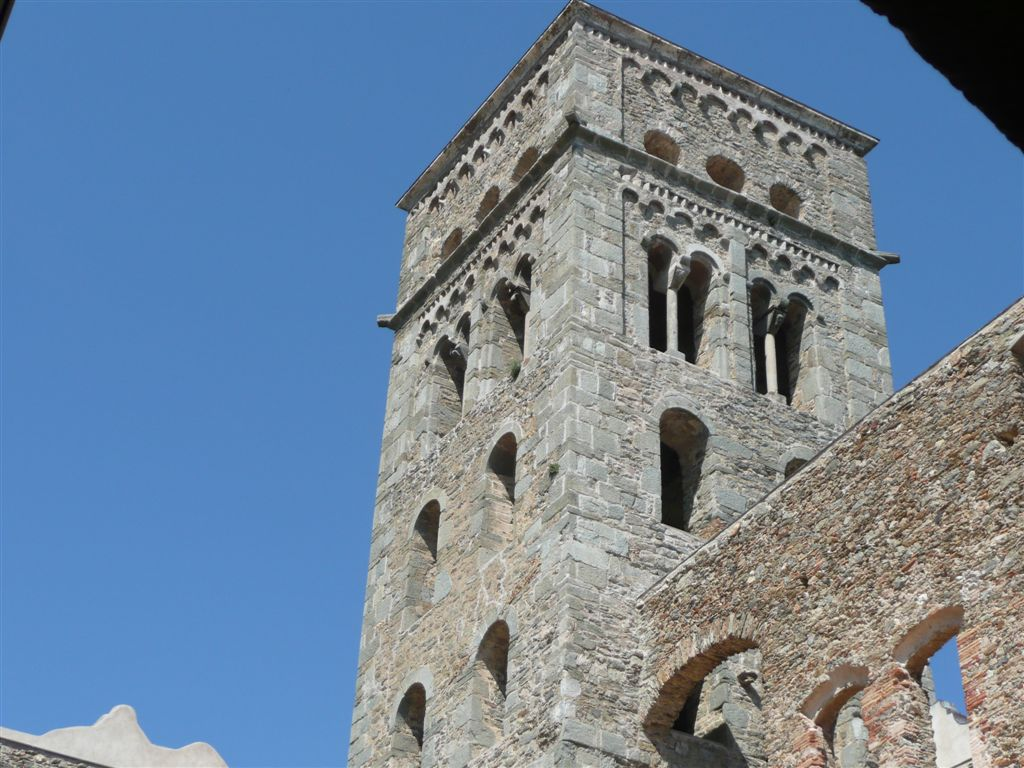
Campanar
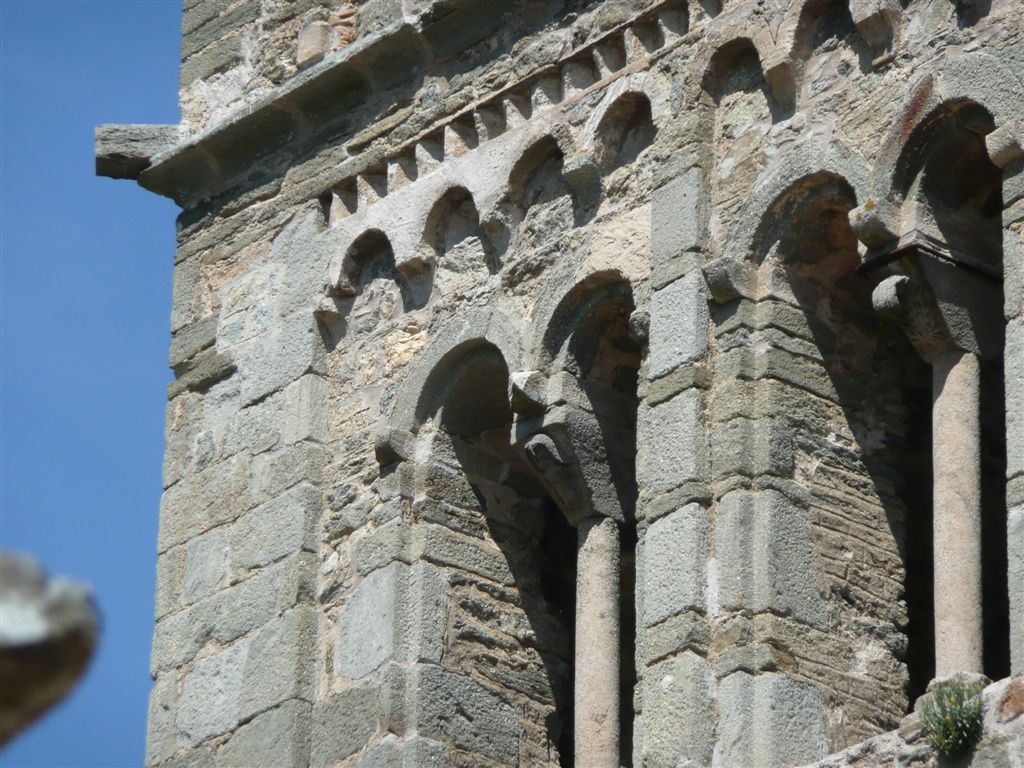
Campanar (detall)
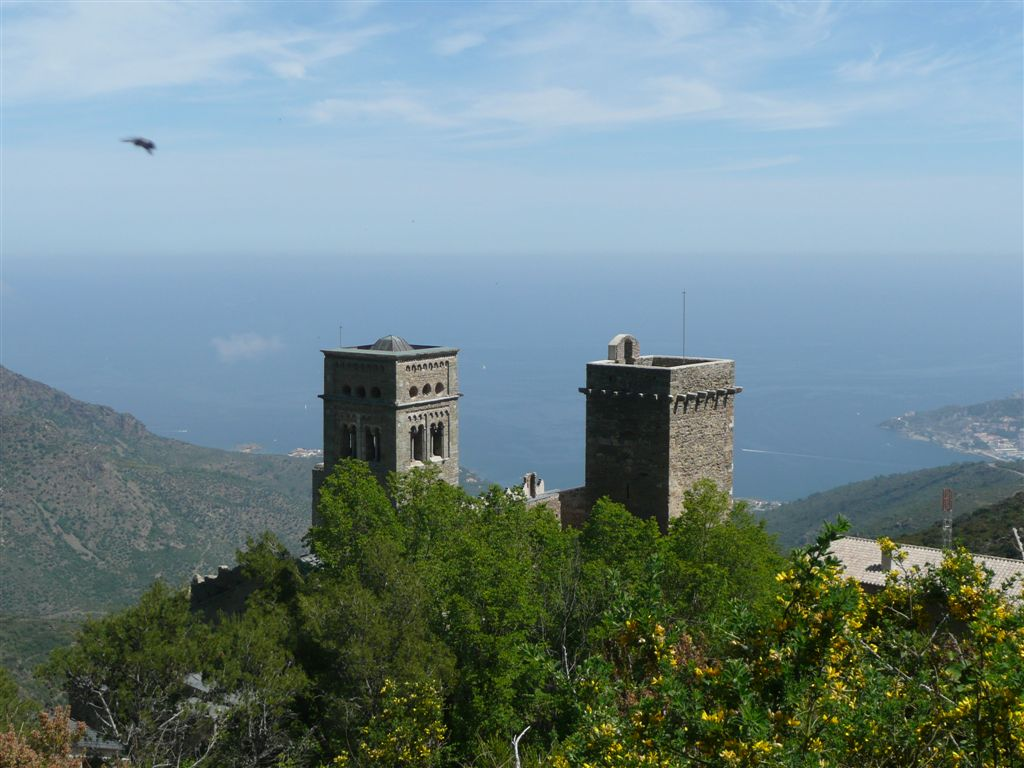
Monestir sobre el mar
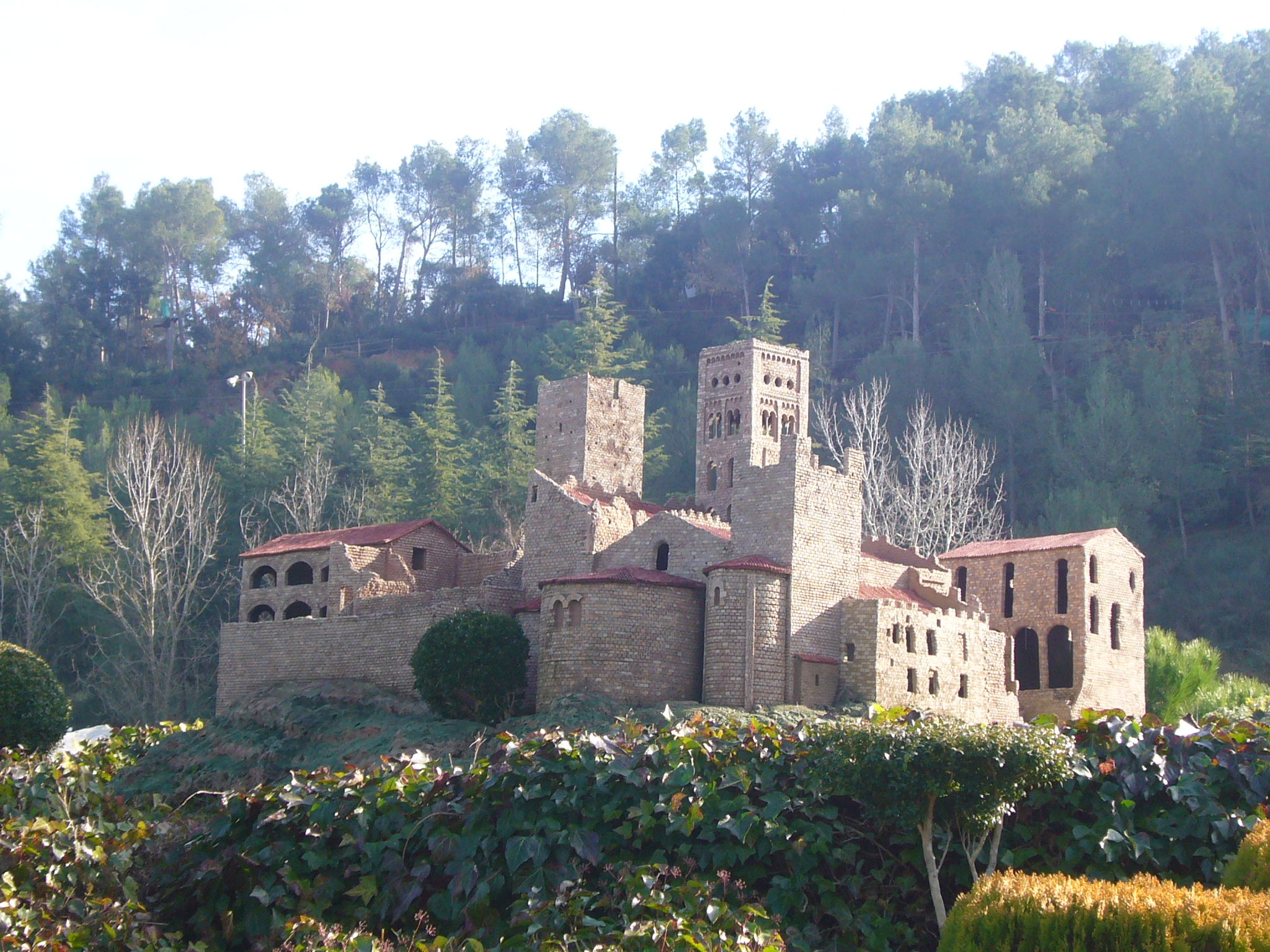
Maqueta a Catalunya en Miniatura